# ليوناردو بياجيني
ليوناردو بياجيني (بالإسبانية: Leonardo Biagini)‏ (13 أبريل 1977 في الأرجنتين - ) هو لاعب كرة قدم أرجنتيني في مركز الهجوم. شارك مع منتخب الأرجنتين تحت 17 سنة لكرة القدم ومنتخب الأرجنتين تحت 20 سنة لكرة القدم. أما مع النوادي، فقد لعب مع أتلتيكو مدريد وأرسنال ساراندي ورايو فايكانو وريال سبورتينغ خيخون وريال مايوركا ونادي ألباسيتي ونادي بورتسموث ونيولز أولد بويز ونادي مريدا ونادي ماردة ‏.

## وصلات خارجية
- ليوناردو بياجيني على موقع الاتحاد الدولي (مؤرشف)  (الإنجليزية)
- ليوناردو بياجيني على موقع قاعدة بيانات كرة القدم.إي يو (الإنجليزية)
- ليوناردو بياجيني على موقع Soccerbase.com (لاعب) (الإنجليزية)
- ليوناردو بياجيني على موقع Soccerway.com (الإنجليزية)